# Mannes Sangesmannen
Mannes Sangesmannen sind eine deutsche A-cappella-Gruppe in Oberschwaben. 
Sechs ehemalige Schüler des Salvatorkollegs Bad Wurzach und ihr einstiger Musiklehrer haben es sich zur Aufgabe gemacht, durch ihren Gesang den oberschwäbischen Dialekt und oberschwäbische Lebensweise zu erhalten. Ihr Motto: „Schwob zum sei, isch a Verdienschd, aber s’isch a Gnad Gottes, Oberschwob zum sei.“ (Es ist ein Verdienst, Schwabe zu sein; Oberschwabe zu sein, ist eine Gnade Gottes) 

## Geschichte
1999 aus Anlass eines Abitur-Abschluss-Balls gegründet, folgten bald erste Engagements unter anderem für den Landkreis Ravensburg und die Landesregierung Baden-Württemberg. Bereits im Jahr 2000 nahmen Mannes Sangesmannen ihr erstes Album „Gruibaschmaus ond Ohraschmalz“ auf. Bald wurde auch der Radiosender SWR4 auf die sieben Oberschwaben aufmerksam und spielte mehrere ihrer Titel regelmäßig in seinem Programm. 
Im Jahr 2001 absolvierten Mannes Sangesmannen die ersten Auftritte außerhalb Baden-Württembergs unter anderem in München, Colmar (Frankreich) und Brüssel (Belgien). 2002 erschien ihr erstes Live-Album „Muschdrland“ und 2007 die dritte CD „Eigweggds aufmachd. Aufgweggds eigmachd.“ Weitere Meilensteine der Gruppenbiographie sind unter anderem der Auftritt im Circus Krone Bau in München und der Auftritt in Berlin zum 60-jährigen Jubiläum des Grundgesetzes.

## Auszeichnungen und Preise
- 2003 waren sie Sieger des Wettbewerbs um den studentischen Kleinkunstpreis „Goldene Weißwurscht“.[2]
- Im März 2004 gewannen sie beim ESart-Wettbewerb der Sparkassen den Preis für den besten Geldsong.[3]
- Beim Kleinkunstpreis Baden-Württemberg 2005 erreichten die Oberschwaben einen ersten Platz.

## Medienpräsenz
Neben regelmäßigen Printveröffentlichungen über Mannes Sangesmannen werden Mannes Sangesmannen regelmäßig im Programm von SWR4 Baden-Württemberg gespielt. Im Juni 2006 strahlte SWR2 einen Mitschnitt eines Auftritts im Rahmen seiner Kleinkunstreihe „Studio-Brettl“ aus. Über das Erscheinen der CDs berichteten jeweils SWR4, SWR1 und Radio7.
Im TV wirkten Mannes Sangesmannen bereits an mehreren Sendungen mit u. a. "Alpenländische Weihnachtsbräuche" (SWR), Dokumentation „Aus voller Brust“ (SWR) und „Samstag Abend - Oberschwaben“ (SWR). RegioTV berichtete über den Auftritt von Mannes Sangesmannen im Oktober 2009 im Circus Krone Bau in München.

## Diskografie
- Gruibaschmaus ond Ohraschmalz, 2000
- Muschdrland, 2003
- Eigweggds aufmachd. Aufgweggds eigmachd., 2007